# Susie Taylor

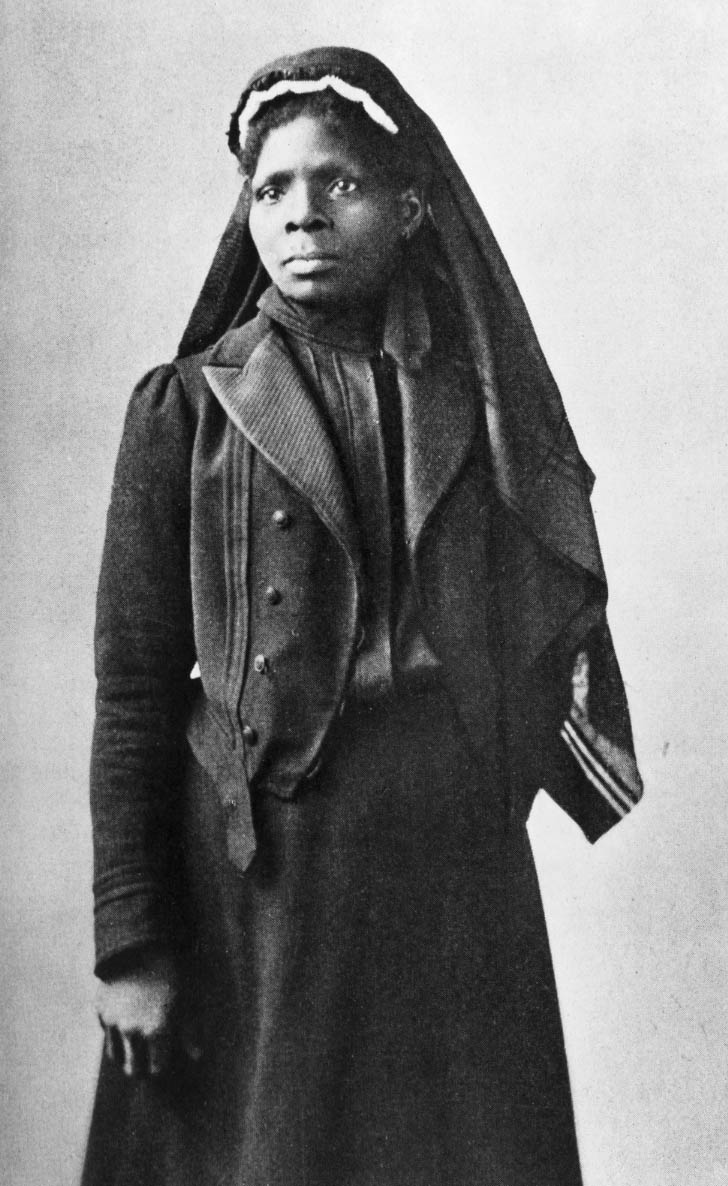
Susie King Taylor, 1902

Susie King Taylor (* 6. August 1848 in Midway (Georgia); † 6. Oktober 1912 in Boston, Massachusetts) war eine Lehrerin, Autorin und die erste afroamerikanische Armeekrankenschwester. Als geborene Sklavin lernte sie verbotenerweise Lesen und Schreiben und versorgte mit ihren Kenntnissen die Soldaten des 33. United States Colored Infantry Regiment mit Bildung und Pflege während des Sezessionskrieges. Sie diente vier Jahre gemeinsam mit ihrem Mann, wie viele afroamerikanische Schwestern erhielt sie dafür keine Bezahlung. Nach dem Krieg veröffentlichte sie, als einzige Schwarze, ihre Erinnerungen an ihre Erfahrungen während des Krieges. Taylor war auch die erste Schwarze, die offen ehemalige Sklaven in ihrer Schule in Savannah (Georgia) unterrichtete; tagsüber die Kinder und in der Nacht die Erwachsenen.

## Kindheit und Jugend
Susie King Taylor wurde am 6. August 1848 als Susannah Ann Baker auf der Grest Plantation in Liberty County (Georgia) als ältestes der neun Kinder der Sklaven Hagar Ann Reed und Raymond Baker geboren. Taylors Mutter war eine Haussklavin, ihr Vater lebte vermutlich auf einer Nachbarplantage, als Kind von Sklaven wurde Taylor nach damaligem Recht ebenfalls Besitz der Grests. Die Grests waren kinderlos und behandelten die Kinder sehr liebevoll. Dies sollte Taylors spätere Ansichten zum Verhältnis zwischen den Rassen stark beeinflussen.
Mit sieben Jahren durfte Taylor gemeinsam mit einem ihrer Brüder zu ihrer Großmutter Dolly Reed nach Savannah ziehen. Ihre Großmutter war eine befreite Sklavin und hatte sich ein Geschäft aufgebaut, sie arbeitete als Wäscherin und Putzfrau. Alle zwei Monate besuchte sie ihre Tochter und die Enkelkinder auf der Plantage. Dolly Reed unterstützte die Bildung Schwarzer, auch wenn diese nach den Gesetzen des Bundesstaates Georgia streng verboten war. Sie schickte Taylor in die illegale Schule von Woodhouse, einer freien Schwarzen. Nachdem Taylor dort alles gelernt hatte, was Woodhouse ihr beibringen konnte, organisierte ihre Großmutter weitere Lehrer, darunter auch ein weißer Student, der Sohn ihres Vermieters und Mathilda Beasley, die erste afroamerikanische katholische Nonne Georgias; ihnen allen war bewusst, dass sie gegen das Gesetz verstießen.
Neben der grundlegenden Bildung unterrichtete Reed ihre Enkeltochter selbst, als Heilerin kannte sie die Pflanzen und Wurzeln, aus denen sich Medizin herstellen ließ, und gab diese traditionelle Form des Heilens weiter. Als Reed wegen des Singens von Freiheitsliedern in einer Kirche verhaftet wurde, musste Taylor wieder zurück zu ihrer Mutter nach Liberty County.

## Sezessionskrieg
Als der Sezessionskrieg 1861 begann, war Taylor 13 Jahre alt. Ihr Onkel entschied sich, die Familie in Sicherheit zu bringen und floh mit ihnen auf St. Catherines Island, eine der Küste Georgias vorgelagerte Insel. Dort wurden sie unter den Schutz der Union gestellt und im April 1862 nach St. Simons Island gebracht. Diese von den Unionstruppen besetzte Insel war das Ziel vieler Sklaven, dort wurden sie, wie auch Taylor, befreit. Binnen Tagen fiel Taylor wegen ihrer Schreib- und Lesefähigkeiten den Offizieren auf und sie boten der jungen Frau an, ihr Bücher zu besorgen, falls sie sich bereit erklärte, eine Schule für die befreiten Sklaven zu eröffnen. Sie willigte ein und wurde die erste schwarze Lehrerin einer frei operierenden Schule für freigelassene Sklaven (sog. Freedmen´s School) in Georgia. Taylor unterrichtete tagsüber 40 Kinder und eine unbekannte Anzahl Erwachsener in der Nacht. Sie unterrichtete dort bis zur Evakuierung der Insel im Oktober 1862.
Während Taylor die Schule auf St. Simons Island betrieb, heiratete sie den schwarzen Unteroffizier Edward King, der in der First South Carolina Volunteers of African Descent (Erste South Carolina Freiwillige afrikanischer Herkunft) diente. Die Einheit wurde unter Leitung des weißen Thomas Wentworth Hissinson am 7. November 1862 gegründet. Den Zusatz freiwillig nahm die Unionsarmee offensichtlich ernst, denn die schwarzen Soldaten erhielten für ihren Dienst keine Bezahlung, obwohl ihr Kommandeur Hissinson sich sehr für sie einsetzte. Als die Regierung schließlich bereit war, auch die schwarzen Soldaten zu bezahlen, erhielten diese aufgrund ihrer Hautfarbe 10 Dollar, während ihre weißen Kameraden 13 Dollar erhielten. Die Männer weigerten sich das Geld anzunehmen, solange sie nicht alle gleich bezahlt würden. Schließlich wurde im Juni 1864 ein Gesetz verabschiedet, das allen Männern, die zu Beginn des Krieges frei waren, genauso viel zusprach wie weißen Soldaten. Später wurde das Gesetz auf alle schwarzen Männer ausgedehnt, nicht jedoch auf die dienenden Frauen. Die Einheit wurde am 8. Februar 1864 umbenannt in 33rd United States Colored Troops.

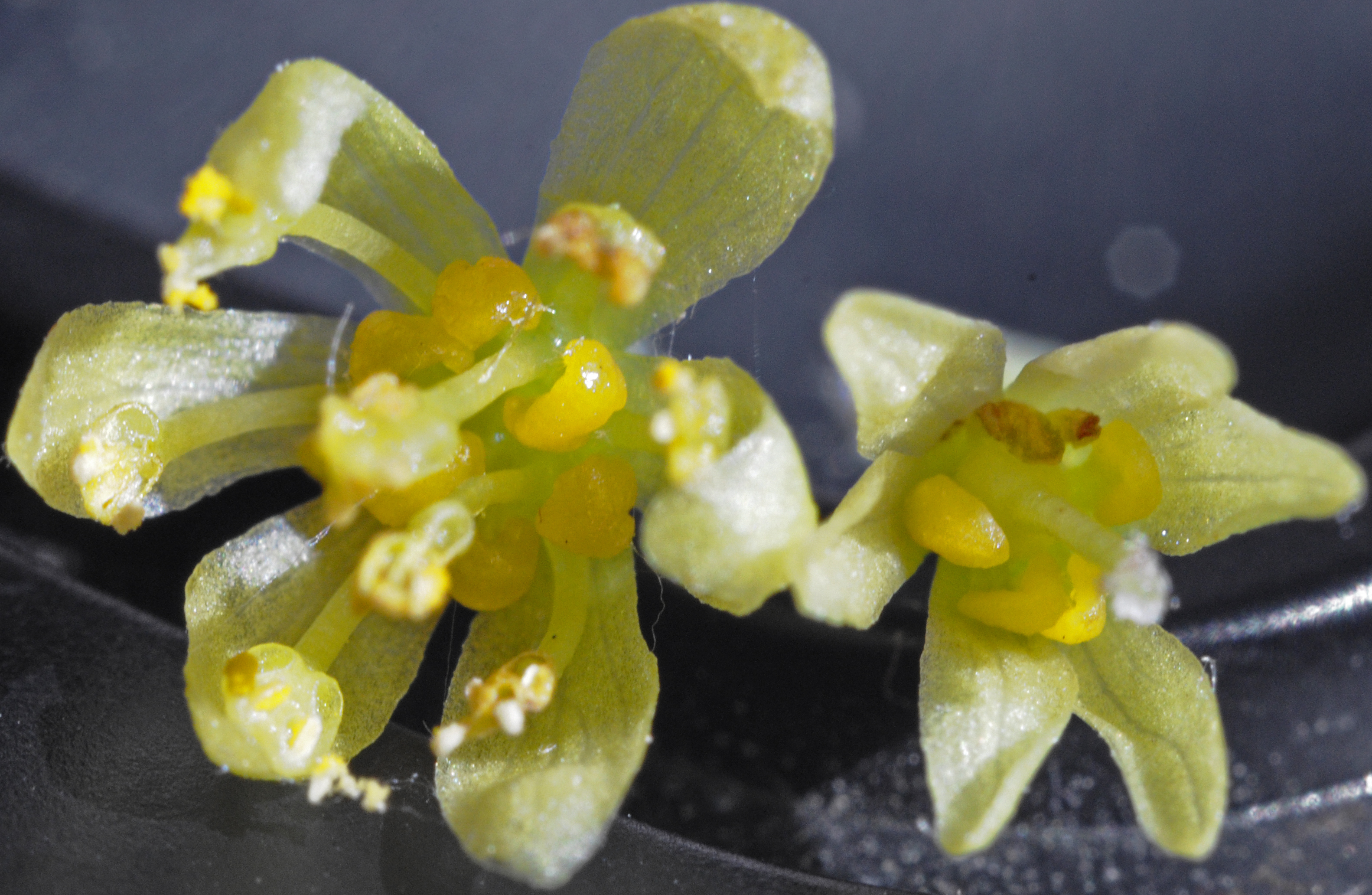
Blüten des Sassafrasbaumes, ein von den traditionellen Heilern verwendetes Medikament

Drei Jahre lang diente Taylor als Krankenschwester und Wäscherin in der Einheit ihres Mannes und Bruders. Nebenbei unterrichtete sie die Soldaten in ihrer Freizeit. Als in Taylors Regiment die Pocken ausbrachen, die vor mehr als 100 Jahren aus England eingeschleppt worden waren, kamen Taylors Fähigkeiten als Schwester und traditionelle Heilerin zum Tragen. Eine der wichtigen Pflanzen, die ihre Großmutter ihr gezeigt hatte, war Sassafras. Es wurde benutzt, um das Blut zu reinigen und half gegen Entzündungen. Sie brühte große Mengen Sassafrastee und trank ihn selbst regelmäßig. Obwohl Taylor die mit Pocken infizierten Männer betreute und behandelte, erkrankte sie selbst nicht daran.
Als Krankenschwester besuchte sie oft das Krankenhaus für afroamerikanische Soldaten in Beaumont (South Carolina). Dort traf und arbeitete sie Seite an Seite mit Clara Barton der Krankenschwester, die nach dem Krieg das Amerikanische Rote Kreuz gründete.

## 1866 bis 1870
Nach der Auflösung der Einheit in Fort Wagner 1866 kehrten Taylor und King nach Savannah zurück. Dort eröffnete Taylor umgehend eine Schule für die befreiten Kinder, während ihr Mann eine Anstellung als Hafenarbeiter annahm. Edward King starb im September 1866, kurz vor der Geburt ihres ersten Kindes. Die Todesursache ist nicht gesichert, aber es wird davon ausgegangen, dass er bei einem Arbeitsunfall auf den Docks umkam. Um diese Zeit eröffnete eine öffentliche Schule in der Nähe der kostenpflichtigen Schule Taylors und zwang sie, die Schule aufzugeben. Taylor kehrte 1867 nach Liberty County zurück, um dort eine neue Schule zu eröffnen. Nach einem Zwischenfall, bei dem Taylor einen weißen Mann ohrfeigte, kehrte sie nach Savannah zurück und unterrichtete dort gegen eine kleine Gebühr befreite Sklaven. Sie erhielt keinerlei Unterstützung von den in den Nordstaaten angesiedelten Hilfsorganisationen für befreite Sklaven. Nebenbei arbeitete sie als Wäscherin im Camp Saxton.

## Ab 1870
Taylor konnte mit ihrem mageren Einkommen ihren Sohn nicht mehr ernähren, also nahm sie eine Stelle als Bedienstete einer wohlhabenden weißen Familie in Boston an. Dort begegnete sie Russell L. Taylor, ebenfalls aus Georgia, und heiratete ihn am 20. April 1879. Sie kehrte nur noch gelegentlich in den Süden zurück. Taylor blieb in Kontakt mit den ehemaligen Soldaten ihrer Einheit, die Grand Army of the Republic. Um die Soldaten zu unterstützen, arbeitete sie den Rest ihres Lebens für das Woman’s Relief Corps, eine nationale Vereinigung für Veteraninnen des Sezessionskrieges.
Als Taylors Sohn im Sterben lag, kehrte sie in den 1890er Jahren ein weiteres Mal in den Süden zurück und blieb bei ihm in Louisiana, um ihn zu pflegen. In dieser Zeit schrieb sie ihre 1902 veröffentlichten Erinnerungen an den Krieg in Reminiscences of My Life in Camp with the 33d United States Colored Troops Late 1st S. C. Volunteers nieder. Damit wurde Taylor zur ersten und einzigen schwarzen Frau, die das Leben der Afroamerikaner im Sezessionskrieg beschrieb. Darin drückt sie ihre Enttäuschung darüber aus, dass schwarze Menschen selbst nach dem Krieg nicht gleich behandelt wurden. Sie selbst machte keinen Unterschied zwischen Schwarzen und Weißen. Die Memoiren Taylors geben eine tiefere Einsicht in das Leben der farbigen Soldaten und eine Sicht auf die Beziehungen zwischen Geschlecht und Rasse. Sie beschreibt die Hoffnung auf Freiheit, den Horror des Krieges und die Realität der rassistischen Institutionen. Taylors spezielle Sicht auf den Sezessionskrieg bietet eine neue Perspektive, um das Alltagsleben der schwarzen Männer und Frauen im Dienst der Union zu verstehen. Nachdem sie als einzige schwarze Frau dieses Thema behandelt hat, ist ihre Sicht darauf aus heutiger Sicht einzigartig.
Am 6. Oktober 1912 starb Taylor in Boston. Sie wurde neben ihrem zweiten Mann auf dem Mount Hope Cementary in Roslindale, Massachusetts beerdigt.

## Posthume Ehrungen
2018 wurde Taylor als Native Daughter und Heroine of Freedom in die Georgia Women of Achievement Hall of Fame aufgenommen. Im März 2019 errichtete die Georgia Historical Society einen historischen Marker nahe der Midway First Presbyterian Church in Midway, Georgia. Dort wird an Taylors Leben und ihre Erfolge in Medizin, Bildung und Literatur erinnert.